# Антофалья
Антофалья (исп. Antofalla)  — вулкан в провинции Катамарка на северо-западе Аргентины.
Расположен на краю Пуна-де-Атакама — пустынного плато на востоке пустыни Атакама.
Вулкан имеет три крупных вершины, вытянут с запада на восток примерно на 3 километра. Западные вершины подвержены воздействию влажного ветра с Тихого океана, покрыты слоем снега постоянно. Высшая точка — Невадо-де-Антофалья, с высотой пика 6440 м.